# 昇級
| ウィキペディアには「昇級」という見出しの百科事典記事はありません（タイトルに「昇級」を含むページの一覧/「昇級」で始まるページの一覧）。 代わりにウィクショナリーのページ「昇級」が役に立つかもしれません。 |